# Bodești (gmina Bărbătești)
Bodești – wieś w Rumunii, w okręgu Vâlcea, w gminie Bărbătești. W 2011 roku liczyła 1538 mieszkańców.